# Bruno Mealli
Bruno Mealli (Malva di Loro Ciuffenna, 20 november 1937 – aldaar, 3 augustus 2023) was een Italiaans wielrenner. Hij was beroepsrenner tussen 1961 en 1969.
Mealli overleed op 85-jarige leeftijd in zijn huis in Malva.

## Belangrijkste overwinningen
1961
- Ronde van Lazio

1962
- Ronde van Emilië
- 12e etappe Ronde van Italië

1963
- Ronde van Romagna
- Italiaans kampioenschap op de weg, Elite

1964
- Ronde van Lazio
- 1e etappe Ronde van Luxemburg

1966
- GP Città di Camaiore

1967
- Ronde van Romagna

## Resultaten in voornaamste wedstrijden
| Jaar | Ronde van Italië | Ronde van Frankrijk | Ronde van Spanje |
| ---- | ---------------- | ------------------- | ---------------- |
| 1961 | 54e              |                     |                  |
| 1962 | opgave (1)       |                     |                  |
| 1963 | 17e              |                     |                  |
| 1964 | 30e (1)          |                     |                  |
| 1965 | 17e (1)          |                     |                  |
| 1966 | 25e              |                     |                  |
| 1967 | 44e              |                     |                  |
| 1968 |                  |                     |                  |
| 1969 | opgave           |                     |                  |

| Jaar | Milaan-San Remo | Parijs-Roubaix | Ronde van Lombardije |  | WK op de weg |
| ---- | --------------- | -------------- | -------------------- |  | ------------ |
| 1961 |                 | 110e           |                      |  |              |
| 1962 | 9e              |                |                      |  |              |
| 1963 |                 |                |                      |  |              |
| 1964 | 53e             |                | 33e                  |  | 23e          |
| 1965 | 32e             |                |                      |  | 12e          |
| 1966 | 70e             |                |                      |  |              |
| 1967 |                 |                |                      |  |              |
| 1968 | 96e             |                |                      |  |              |
| 1969 |                 |                |                      |  |              |

Wielerploegen van Bruno Mealli
Adorni  ·
Armani ·
Bailetti ·
Bettinelli ·
Casalini ·
Casati ·
De Pauw ·
De Rosso ·
Delocht ·
Denti ·
Farisato ·
Grazioli ·
Lelangue ·
Mealli ·
Merckx  ·
Portalupi ·
Reybrouck ·
Scandelli ·
Sercu ·
Soave ·
Spruyt ·
Swerts ·
Van Den Bossche ·
Van Schil ·
Zuccotti